# Ops (mitologia)
Na antiga religião romana, Ops ou Opis, (em latim, "Abundância"), era uma divindade da fertilidade e deusa da Terra, de origem sabina. Sua equivalente na mitologia grega era Reia.

## Iconografia
Nas estátuas e moedas de Ops, ela é representada sentada, como normalmente fazem as divindades ctônicas, e geralmente segura um cetro, ou um ramo de trigo e uma cornucópia. Na mitologia romana, o marido de Ops era Saturno. Ops é identificada como Reia na mitologia grega, cujo marido era Cronos, o monarca generoso da idade de ouro; Cronos era irmão de Reia.

## Nome
Nos escritos latinos da época, o nominativo singular (Ops) não é atestado; apenas a forma Opis é usada por autores clássicos. De acordo com Festo (203:19), "Diz-se que Ops é a esposa de Saturno e filha de Caelo. Por ela designaram a terra, porque a Terra distribui todos os bens ao gênero humano" (Opis dicta est coniux Saturni per quam uolerunt terram significare, quia omnes opes humano generi terra tribuit).
A palavra latina ops significa "riquezas, bens, abundância, dádivas, munificência, abundância". A palavra também está relacionada com opus, que significa "trabalhar", principalmente no sentido de "trabalhar a terra, arar, semear". Esta atividade era considerada sagrada e frequentemente acompanhada de ritos religiosos destinados a obter a boa vontade de divindades ctônicas como Ops e Conso. Ops também está relacionada à palavra sânscrita ápnas ("bens, propriedade").

## Culto
Segundo a tradição romana, o culto de Opis foi instituído por Tito Tácio, um dos reis sabinos de Roma. Opis logo se tornou a matrona da riqueza, da abundância e da prosperidade. Opis tinha um templo famoso no Capitólio. Originalmente, um festival acontecia em homenagem a Opis no dia 10 de agosto. Além disso, no dia 19 de dezembro (alguns dizem que é 9 de dezembro), a Opália era celebrada. No dia 25 de agosto era realizada a Opiconsivia. Opiconsivia foi outro nome usado para Opis, indicando quando a terra foi semeada. Essas festas também incluíam atividades que eram chamadas de Consuália, em homenagem a Conso, seu consorte.

## Mitologia e literatura
Quando Saturno (como Cronos) soube de uma profecia de que seus filhos com Opis o derrubariam, ele comeu seus filhos um por um quando nasceram. Opis não conseguia ficar de pé, então, em vez de dar a Saturno seu último filho, Júpiter, ela embrulhou uma pedra em panos e deu a pedra a Saturno em vez de a Júpiter. Opis então criou Júpiter em segredo e o ajudou a libertar seus irmãos do estômago do pai.
Ela é lembrada em De Mulieribus Claris, uma coleção de biografias de mulheres históricas e mitológicas do autor florentino Giovanni Boccaccio, composta em 1361–1362. É notável como a primeira coleção dedicada exclusivamente a biografias de mulheres na literatura ocidental.